# Bardiani CSF/2014
Deze pagina geeft een overzicht van de Bardiani CSF-wielerploeg in 2014.

## Algemene gegevens
Algemeen manager: Bruno Reverberi
Ploegleider: Roberto Reverberi, Mirko Rossato
Fietsmerk: Cipollini

## Renners

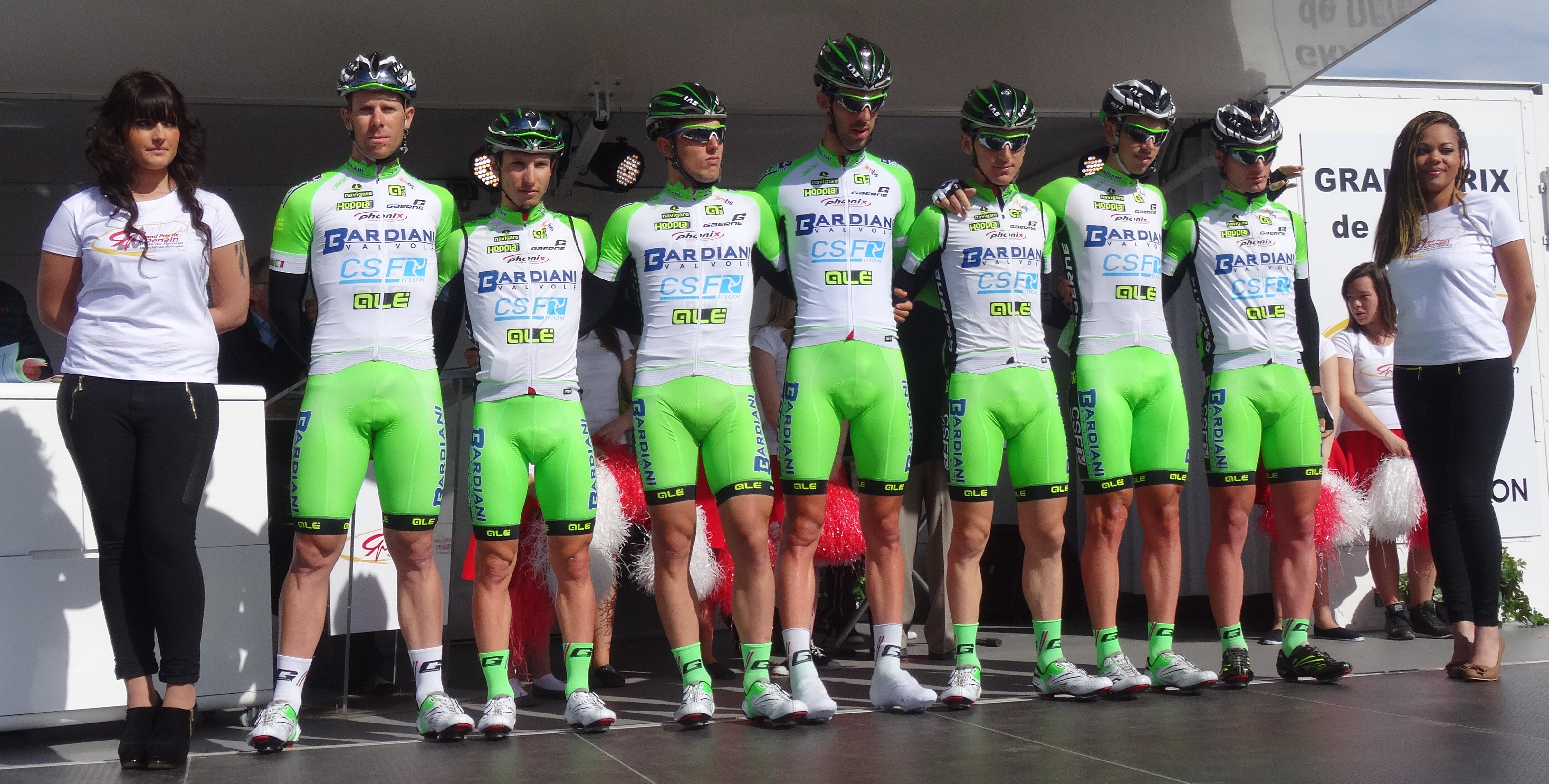
GP Denain 2014.

| Naam                       | Geboortedatum | Nationaliteit | Ploeg 2013                  |
| -------------------------- | ------------- | ------------- | --------------------------- |
| Enrico Barbin              | 04-03-1990    | Italië        |                             |
| Enrico Battaglin           | 17-11-1989    | Italië        |                             |
| Nicola Boem                | 27-09-1989    | Italië        |                             |
| Francesco Manuel Bongiorno | 01-09-1990    | Italië        |                             |
| Marco Canola               | 26-12-1988    | Italië        |                             |
| Sonny Colbrelli            | 14-05-1990    | Italië        |                             |
| Marco Coledan              | 22-08-1988    | Italië        |                             |
| Paolo Colonna              | 24-03-1987    | Italië        | Neo                         |
| Donato De Jeso             | 27-02-1989    | Italië        |                             |
| Filippo Fortin             | 01-02-1989    | Italië        |                             |
| Stefano Locatelli          | 26-02-1989    | Italië        |                             |
| Andrea Manfredi            | 10-02-1992    | Italië        | Ceramica Flaminia-Fondriest |
| Angelo Pagani              | 04-08-1988    | Italië        |                             |
| Andrea Piechele            | 29-06-1987    | Italië        | Ceramica Flaminia-Fondriest |
| Stefano Pirazzi            | 11-03-1987    | Italië        |                             |
| Nicola Ruffoni             | 14-12-1990    | Italië        | Neo                         |
| Edoardo Zardini            | 02-11-1989    | Italië        |                             |

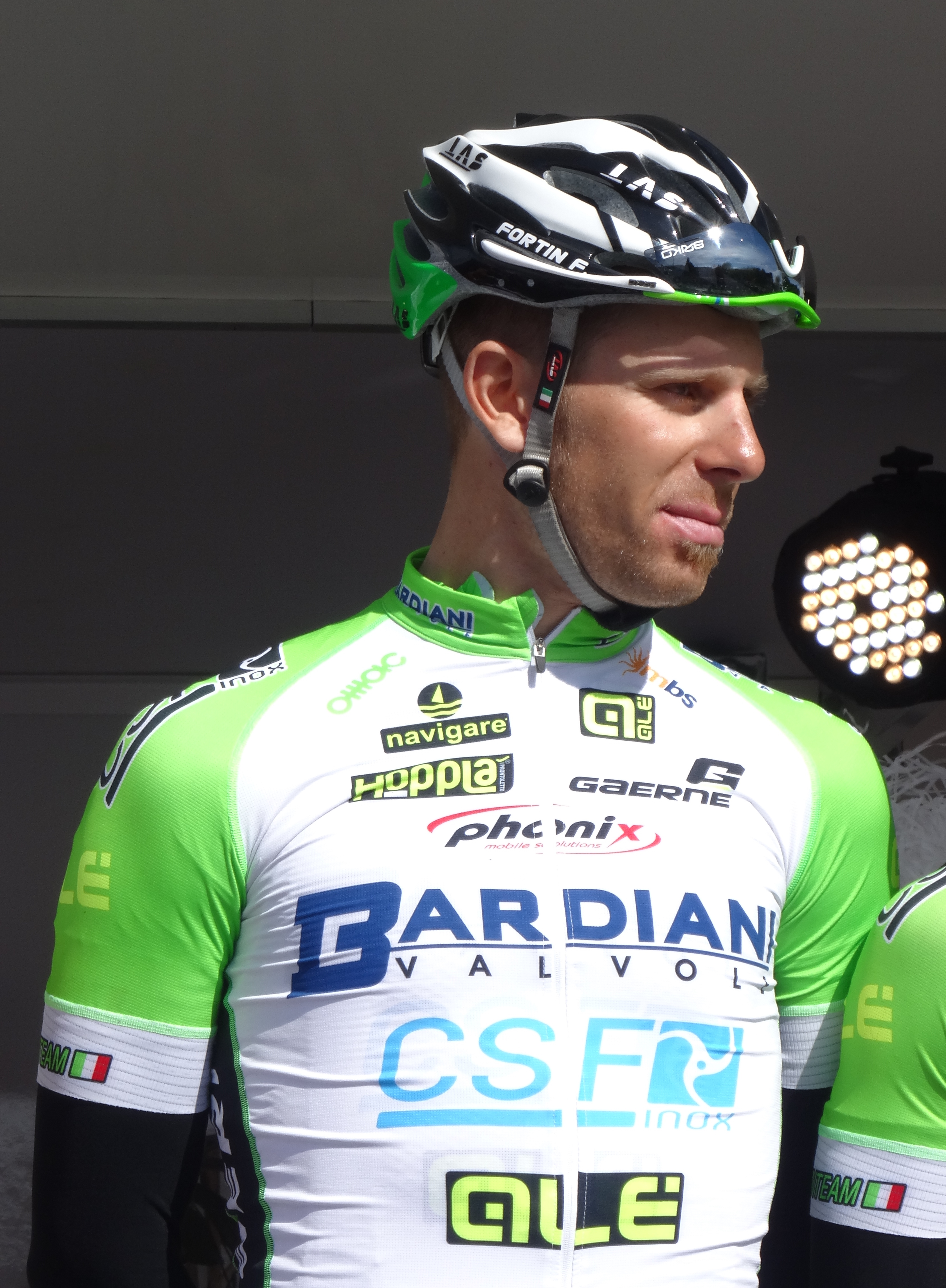
Filippo Fortin.
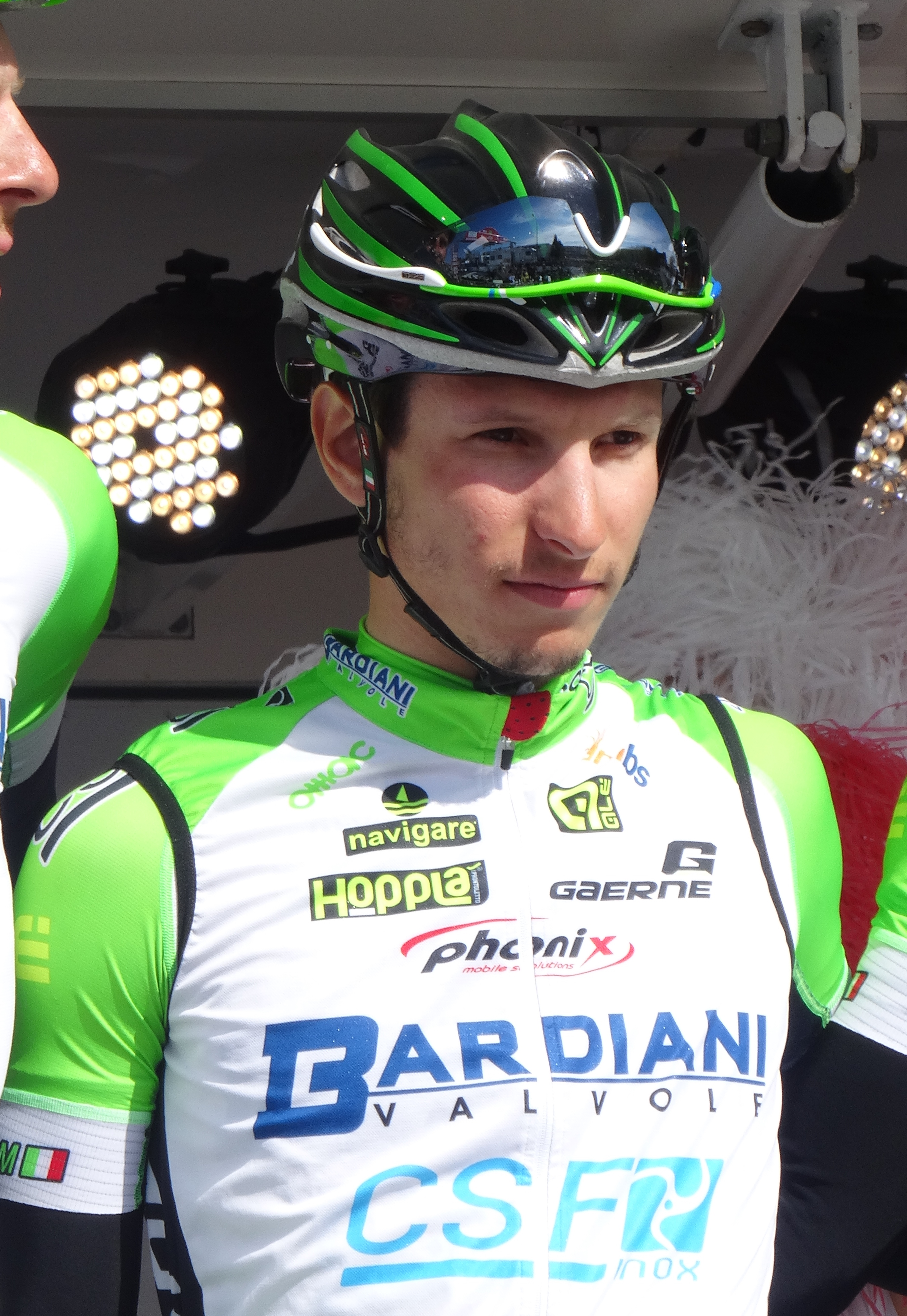
Marco Canola.
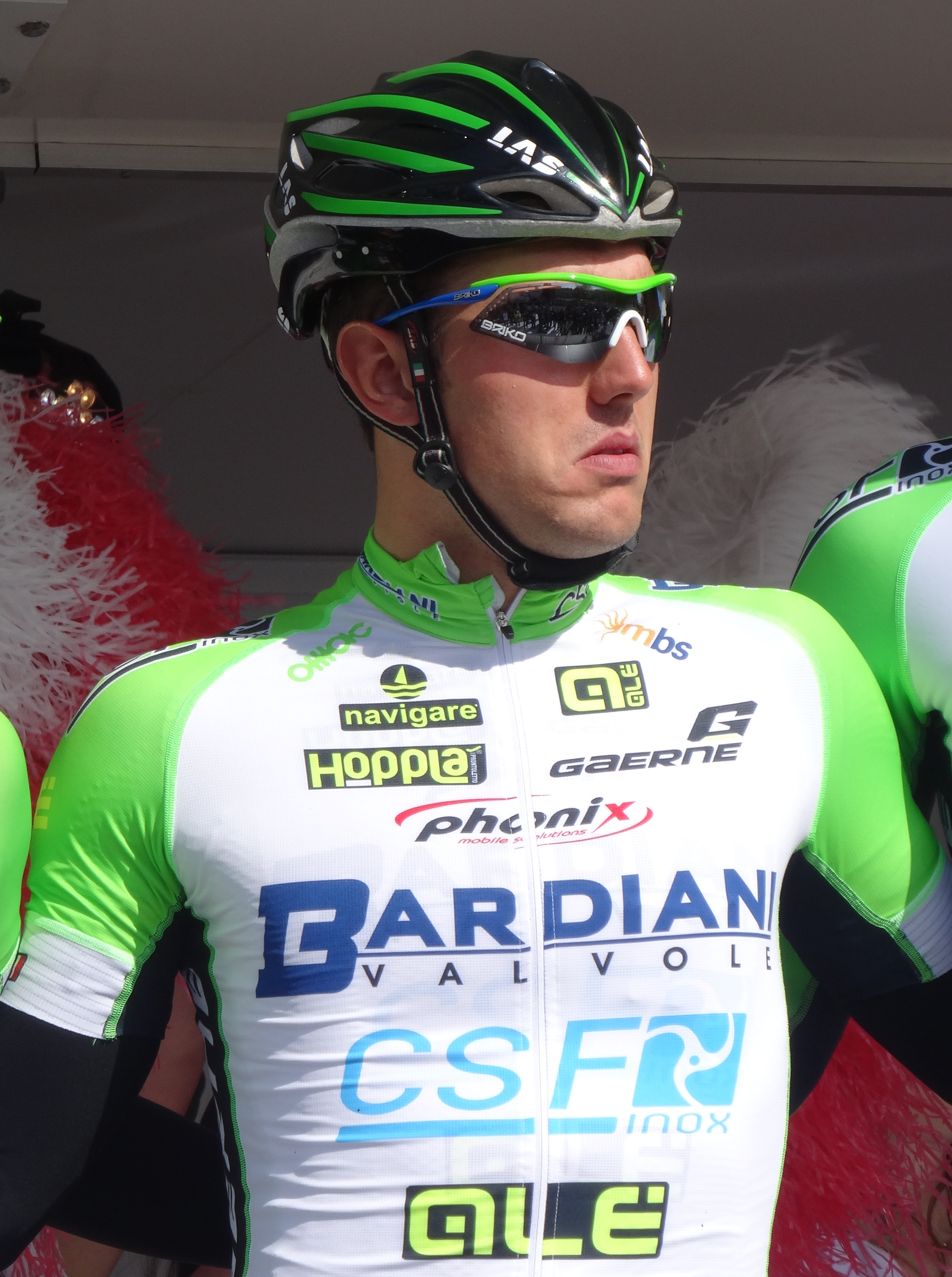
Sonny Colbrelli.
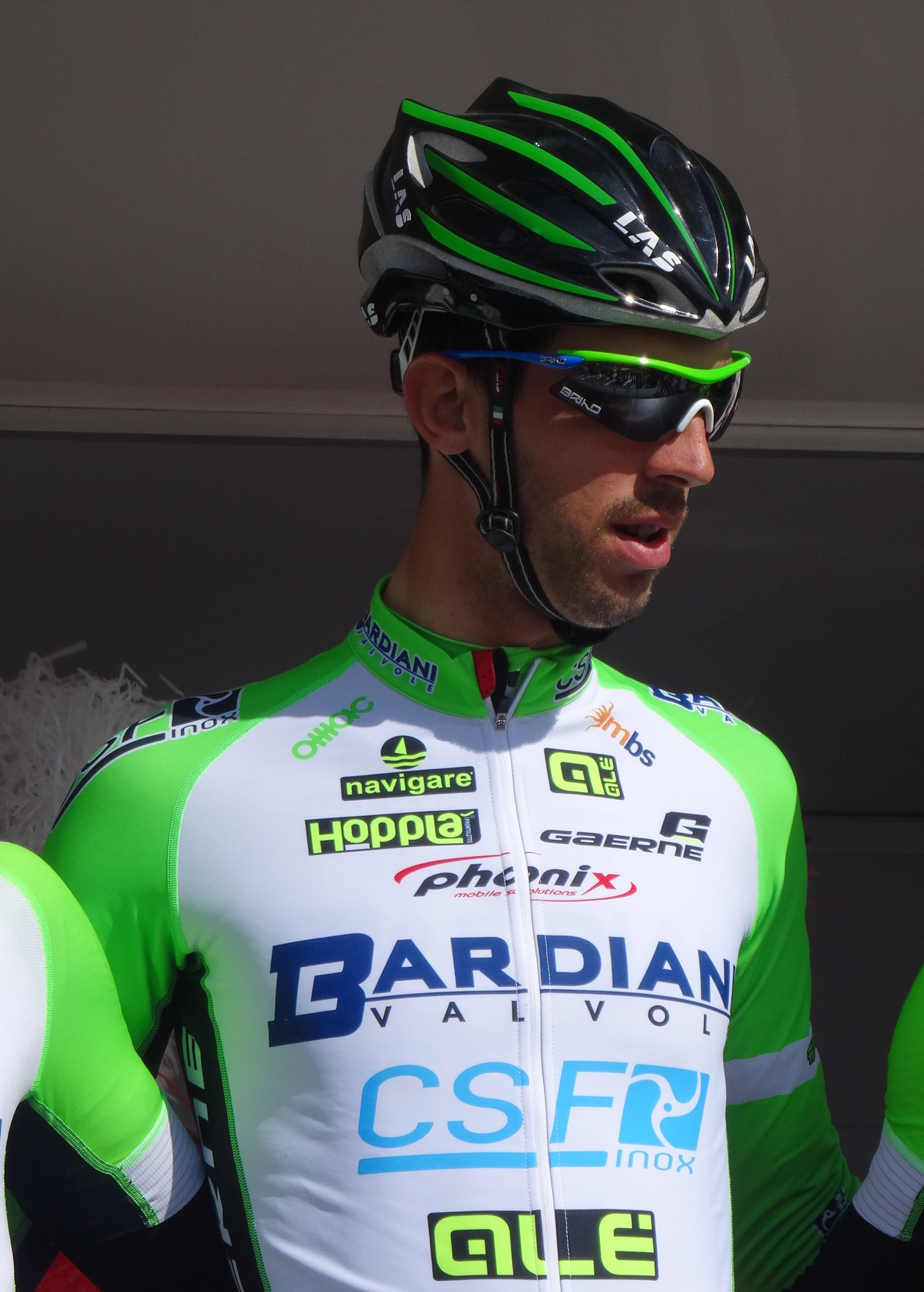
Nicola Boem.
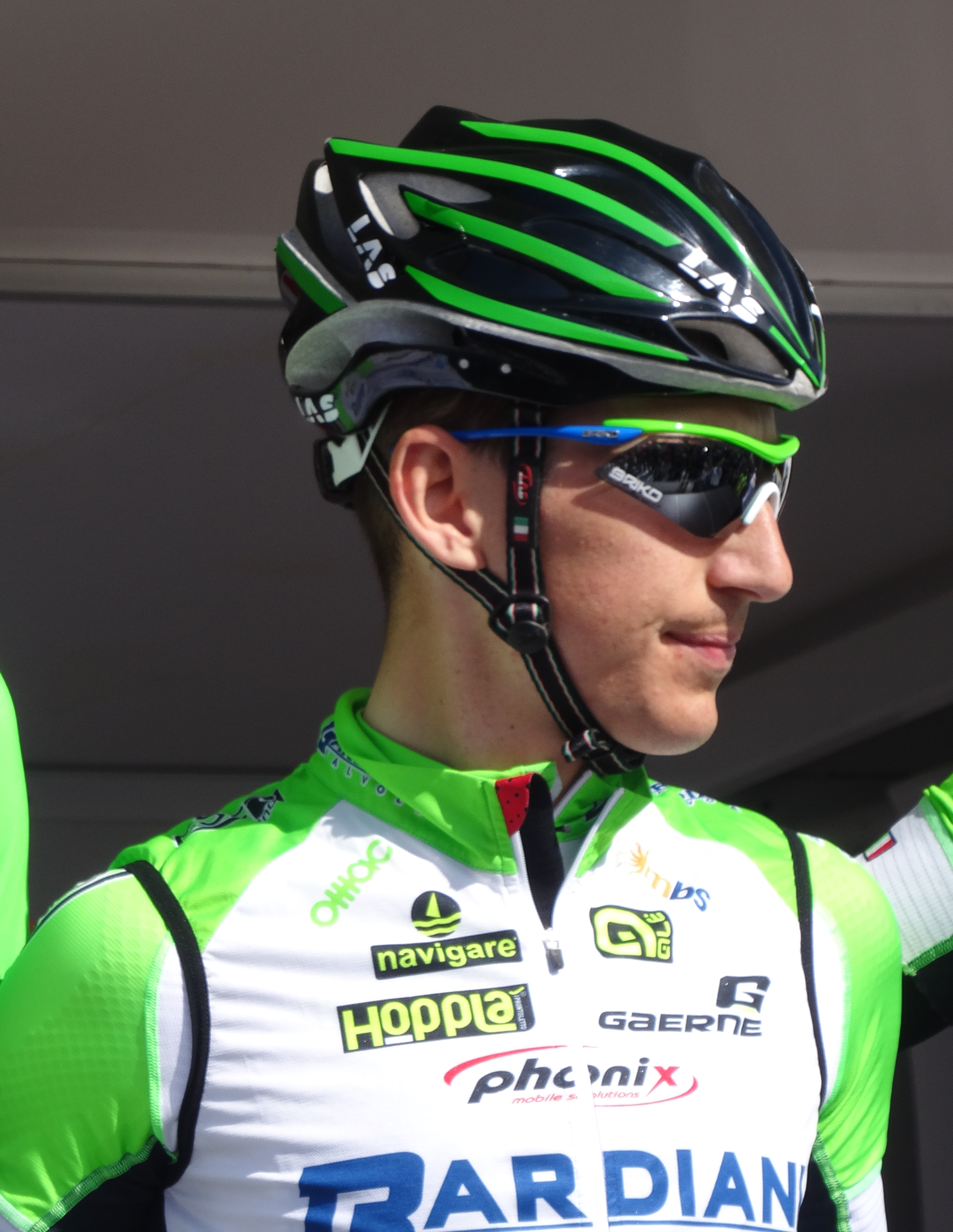
Enrico Barbin.
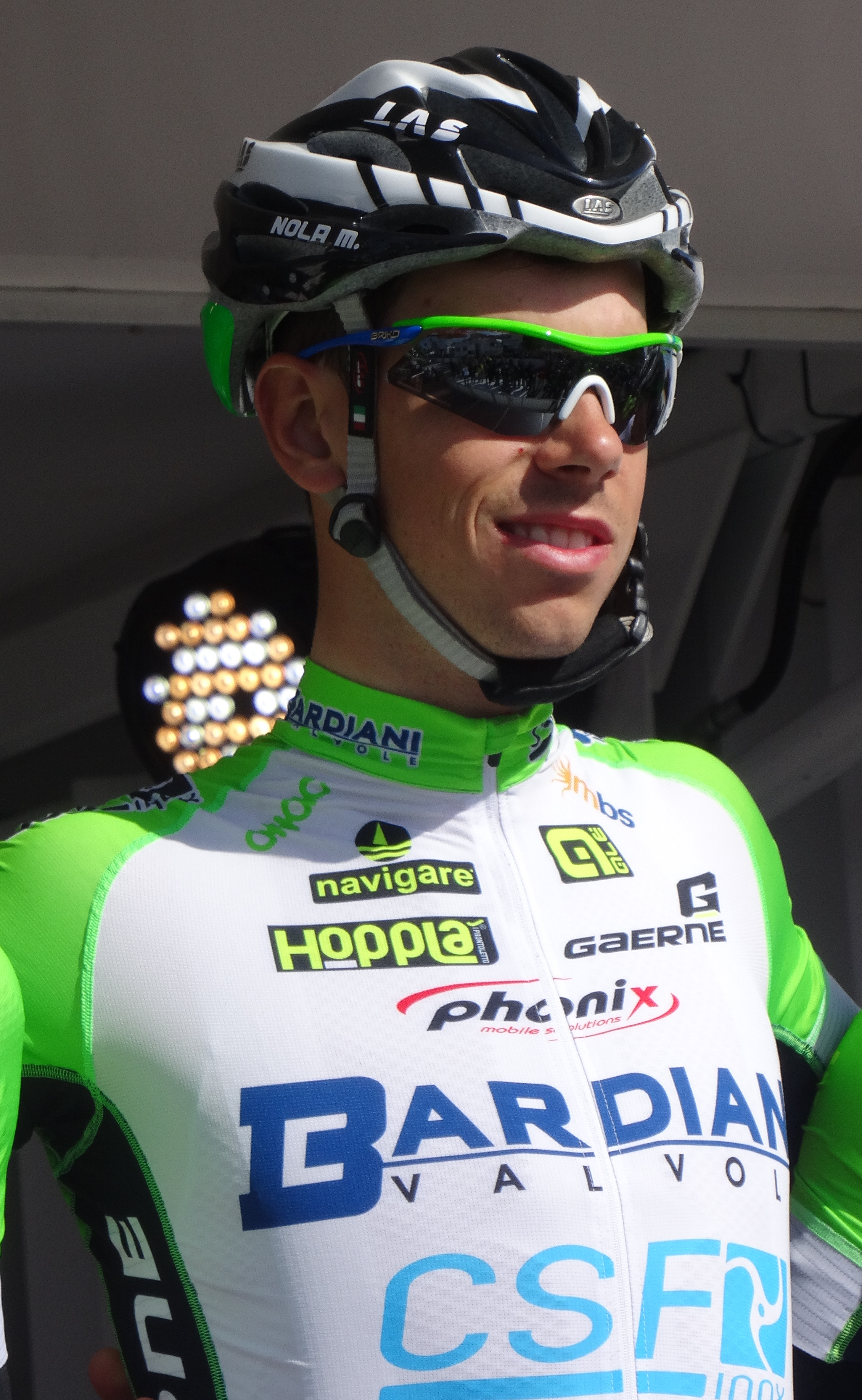
Angelo Pagani.
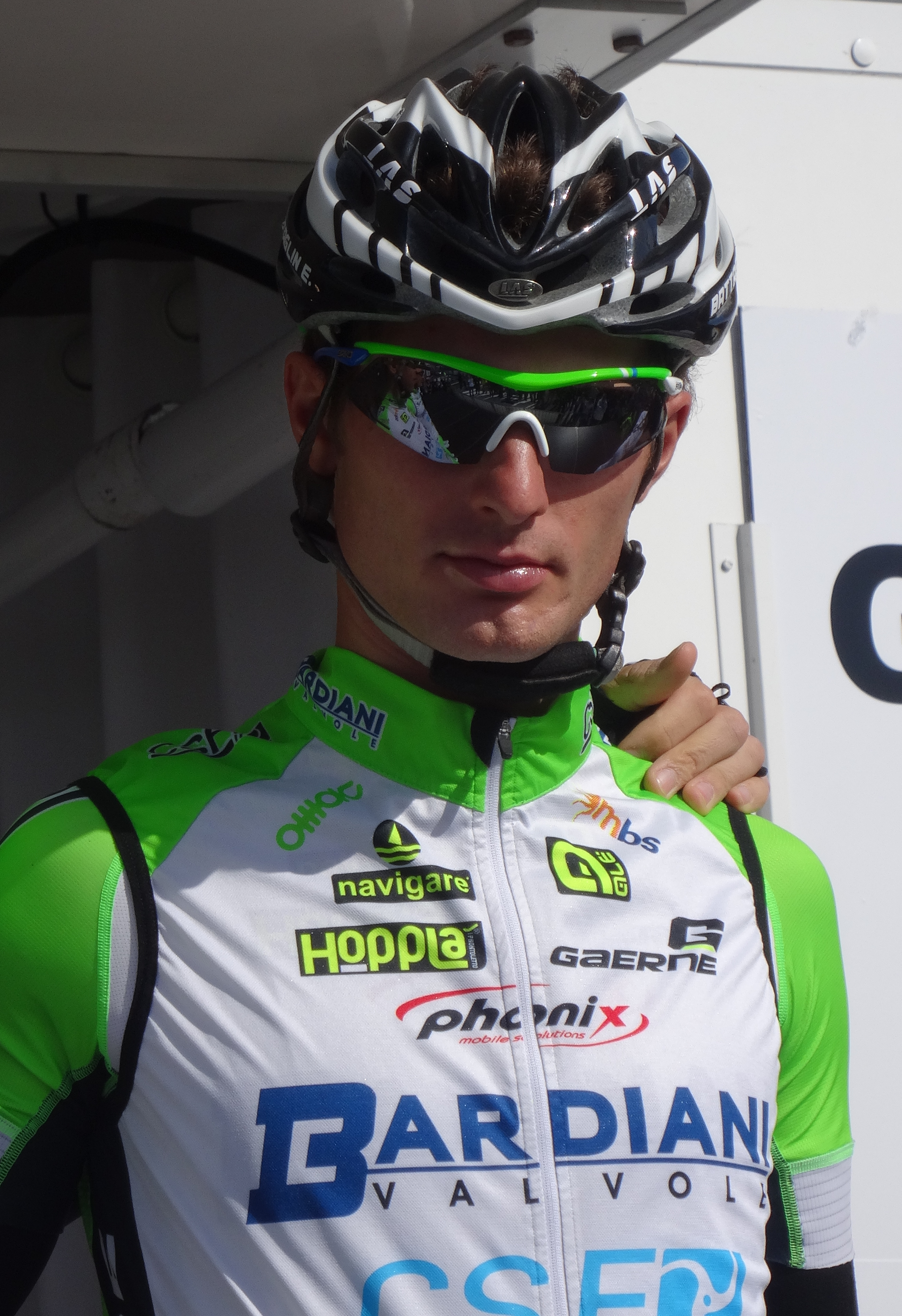
Enrico Battaglin.

## Overwinningen
Tirreno-Adriatico
Bergklassement: Marco Canola
Ronde van Trentino
2e etappe: Edoardo Zardini
Ronde van Italië
13e etappe: Marco Canola
14e etappe: Enrico Battaglin
17e etappe: Stefano Pirazzi
Ronde van Slovenië
2e etappe: Sonny Colbrelli
3e etappe: Francesco Manuel Bongiorno
Ploegenklassement
Ronde van de Apennijnen
Winnaar: Sonny Colbrelli
2000 · 2001 · 2002 · 2003 · 2004 · 2005 · 2006 · 2007 · 2008 · 2009 · 2010 · 2011 · 2012 · 2013 · 2014 · 2015 · 2016 · 2017 · 2018 · 2019 · 2020 · 2021 · 2022 · 2023 · 2024 · 2025